# Khalifa Ayil Al-Naufli
Khalifa Ayil Al-Naufli (in arabo خليفه عايل سالم النوفلي‎?; 1º marzo 1984) è un ex calciatore omanita, di ruolo difensore.

## Carriera

### Club
Ha giocato nel campionato omanita, kuwaitiano, qatariota ed emiratino.

### Nazionale
È stato convocato per la Coppa d'Asia nel 2004.